# Kevin William Vann
Kevin William Vann (Springfield, 10 maggio 1951) è un vescovo cattolico statunitense, dal 21 settembre 2012 vescovo di Orange in California e dal 2011 delegato ecclesiastico del Provvedimento pastorale.

## Biografia
Monsignor Kevin William Vann è nato a Springfield il 10 maggio 1951 ed è il primo dei sei figli di William e Theresa (nata Jones) Vann. Suo padre era un impiegato delle poste e sua madre era infermiera e istruttrice clinica al St. John's Hospital di Springfield.

### Formazione e ministero sacerdotale
Dopo aver frequentato la Griffin High School, ha poi studiato allo Springfield College e quindi all'Università Millikin di Decatur dove ha conseguito il Bachelor of Science in tecnologia medica nel 1974. Ha poi lavorato come medico tecnico presso il St. John's Hospital di Springfield.
Nel 1976 è entrato nel seminario "Immacolata Concezione". Da 1977 al 1981 ha studiato al Kenrick-Glennon Seminary di Saint Louis.
Il 30 maggio 1981 è stato ordinato presbitero per la diocesi di Springfield in Illinois dal vescovo Joseph Alphonse McNicholas. Ha poi perfezionato gli studi in diritto canonico presso la Pontificia università "San Tommaso d'Aquino" a Roma risiedendo presso il Pontificio collegio americano del Nord. Nel maggio del 1985 ha conseguito il dottorato in diritto canonico.
Dopo il suo ritorno negli Stati Uniti ha svolto gli incarichi di vicario parrocchiale della parrocchia del Santissimo Sacramento a Springfield dal 1985 al 1990, difensore del vincolo dal 1985 al 1994, giudice del Tribunale di appello per la Provincia ecclesiastica di Chicago dal 1985 al 1994, amministratore parrocchiale delle parrocchie di Santa Maria a Pittsfield, del Santissimo Salvatore a Barry e della Sacra Famiglia a Greggsville dal 1989 al 1990, parroco della parrocchia di San Benedetto ad Auburn dal 1990 al 1992 con responsabilità di amministratore parrocchiale della parrocchia di Santa Maria a Pawnee nel 1991, parroco della parrocchia di Nostra Signora di Lourdes a Decatur dal 1992 al 2001 con responsabilità di amministratore parrocchiale della parrocchia di Nostra Signora dello Spirito Santo a Mount Zion nel 1995, parroco delle parrocchie di Sant'Isidoro a Bethany e del Sacro Cuore a Dalton City dal 1995 al 1997, vicario foraneo dal 1996 al 2001, incaricato del vescovo per la pastorale agli ispanici della diocesi dal 1999 al 2005, vicario episcopale per il clero e parroco della parrocchia del Santissimo Sacramento a Springfield dal 2001 alla nomina episcopale. Durante il suo mandato nella parrocchia del Santissimo Sacramento, ha supervisionato una campagna che ha visto raccogliere 2,2 milioni di dollari per il restauro della chiesa come parte della celebrazione del 75º anniversario del suo completamento avvenuto nel 1930. Il 19 febbraio 2002 è stato nominato cappellano di Sua Santità.
Nell'aprile del 2004 monsignor Vann ha detto che sarebbe stato "reticente" nel dare la comunione al senatore Dick Durbin, democratico, contrario a rimuovere i limiti all'accesso all'aborto ed ex parrocchiano del Santissimo Sacramento la cui "posizione favorevole alla scelta lo pone davvero fuori dalla comunione o dall'unità con gli insegnamenti della Chiesa sulla vita".

### Ministero episcopale
Il 17 maggio 2005 papa Benedetto XVI lo ha nominato vescovo coadiutore di Fort Worth. È succeduto alla medesima sede il 12 luglio successivo, alla morte di monsignor Joseph Patrick Delaney. Ha ricevuto l'ordinazione episcopale il giorno successivo nel Daniel-Meyer Coliseum di Fort Worth dall'arcivescovo metropolita di San Antonio José Horacio Gómez, coconsacranti l'arcivescovo metropolita di Saint Louis Raymond Leo Burke e il vescovo di Springfield in Illinois George Joseph Lucas. Durante la stessa celebrazione ha preso possesso della diocesi. Come motto episcopale ha scelto l'espressione "In fide et dilectione in Christo Iesu", nella fede e nell'amore in Cristo Gesù.
Durante i suoi sette anni e mezzo in Texas, il dinamico leader pastorale è diventato popolare in tutte le 28 contee della diocesi per la sua capacità unica di ricordare i nomi e le storie personali di migliaia di parrocchiani cattolici con cui è entrato in contatto.
Cordiale e alla mano, il sobrio Midwesterner è stato definito un "visionario" dai suoi sostenitori entusiasti. Monsignor Vann ha secondo molti avuto il merito della crescita esplosiva delle parrocchie e dei ministeri cattolici nelle aree rurali e urbane. La sua è stata una delle diocesi cattoliche a crescita più rapida e diversificata negli Stati Uniti.
Sotto la sua direzione, la visibilità e la portata dei ministeri vocazionali sono aumentati drasticamente e un numero crescente di giovani è entrato nei seminari. Tra il 2005 e il 2012 ha ordinato 21 sacerdoti (di cui 6 per l'ordinariato personale della Cattedra di San Pietro). Su invito del vescovo Vann, diverse congregazioni di religiose sono venute nella diocesi per prestare servizio in diversi settori, compresa l'istruzione e l'assistenza sanitaria.
Fin dall'inizio del suo servizio come vescovo, è divenuto noto anche per il suo impegno a proteggere i diritti dei non nati, degli anziani e di altri membri vulnerabili della società.
È una presenza regolare alla Marcia nazionale per la vita che si tiene ogni gennaio a Washington. Ha incoraggiato, promosso e istituito un'ampia gamma di ministeri ed eventi pro-vita in tutta la diocesi. Ha anche collaborato entusiasticamente con Catholic Charities of Fort Worth (CCFW). Heather Reynolds, l'amministratore delegato dell'organizzazione, ha rilevato il sostegno instancabile di monsignor Vann al ruolo di Catholic Charities come braccio delle giustizia sociale della Chiesa cattolica nel Nord del Texas, un impegno che ha portato a un'enorme crescita dei servizi offerti ai bisognosi. Ha detto: "La sua guida nella diocesi ha permesso a Catholic Charities di crescere e prosperare nella nostra chiamata del Vangelo per servire i poveri e i vulnerabili della nostra diocesi. Alla gente è stata data speranza, ai rifugiati e agli immigrati è stata data una seconda possibilità, e ai bambini è stato dato un posto sicuro dove vivere grazie a quello che il vescovo ci ha permesso di fare".
Apprezzato per il suo costante sostegno all'educazione cattolica, monsignor Vann ha promosso la ristrutturazione del sistema scolastico diocesano al fine di garantirne la stabilità finanziaria. Alla Celebration of Catholic Schools del 26 gennaio 2013, un evento annuale, il vescovo Vann è tornato dalla California per ricevere l'annuale Diocesan Leadership Award delle scuole.
Il vescovo ha collaborato a stretto contatto con altri vescovi attraverso la Conferenza cattolica del Texas e la Conferenza della regione ecclesiastica X, un'area che comprende le diocesi del Texas, dell'Oklahoma e dell'Arkansas. Sostenitore instancabile della compassionevole riforma dell'immigrazione, ha servito come collegamento dei vescovi del Texas al consiglio delle missioni di quello stato e alla commissione per le migrazioni della Conferenza dei vescovi cattolici degli Stati Uniti.
La sua esperienza nell'assistenza sanitaria cattolica è stata preziosa poiché ha lavorato con i vescovi cattolici del Texas nell'esprimere l'opposizione al mandato del Dipartimento della salute e dei servizi umani degli Stati Uniti d'America verso tutti i piani di assicurazione medica e di assistenza che pagano come servizi preventivi contraccettivi e abortivi con una stretta e insufficiente tutela della coscienza e una debole clausola di esenzione per le organizzazioni religiose.
In una causa intentata nel maggio del 2012 su richiesta del vescovo Vann, la diocesi di Fort Worth ha citato in giudizio il governo federale, protestando contro l'attacco del mandato alle libertà religiose.
Durante le elezioni presidenziali del 2008 monsignor Vann e monsignor Kevin Joseph Farrell hanno rilasciato una dichiarazione congiunta in cui hanno dichiarato: "Non possiamo chiarire la gravità della questione primaria dell'aborto - sebbene non sia l'unico problema - è la questione morale definita non solo oggi ma negli ultimi 35 anni. Come cattolici siamo moralmente obbligati a pregare, agire e votare per abolire il male dell'aborto in America".
Mediatore esperto, la leadership del vescovo a livello nazionale comprendeva il servizio in un comitato ad hoc che ha assistito la Congregazione per la dottrina della fede (CDF) per guidare l'incorporazione dei gruppi anglicani nella Chiesa cattolica degli Stati Uniti. Nel 2011 è stato nominato delegato ecclesiastico del Provvedimento pastorale, una serie di pratiche e norme che consentono ai vescovi di fornire assistenza spirituale ai cattolici romani provenienti dalla tradizione anglicana istituendo parrocchie e ordinando sacerdoti per le loro esigenze. Oggi sono ancora parte del provvedimento solo due congregazioni che nel 2017 passeranno sotto la giurisdizione dell'ordinariato personale della Cattedra di San Pietro.
Nel marzo del 2012 ha compiuto la visita ad limina.
Il 21 settembre 2012 papa Benedetto XVI lo ha nominato vescovo di Orange in California. Ha preso possesso della diocesi il 10 dicembre successivo. Per popolazione è la decima diocesi più grande del paese e la seconda più grande a ovest del Mississippi. Monsignor Vann profonde notevoli sforzi nella sua missione multiculturale per soddisfare le esigenze sociali, economiche e spirituali della popolazione cattolica sempre più diversificata della regione. Ha proseguito lo storico sforzo avviato dal predecessore di trasformare un'ex chiesa protestante nella nuova cattedrale diocesana. Il 17 luglio 2019, al termine dei lavori di adeguamento, consacrò l'edificio.
In seno alla Conferenza dei vescovi cattolici degli Stati Uniti è membro del comitato per le migrazioni, della commissione per l'educazione cattolica, del comitato per gli affari canonici e per la governance della Chiesa, della task force per l'assistenza sanitaria e della sottocommissione per le questioni sanitarie. Ha fatto parte del comitato di pianificazione dell'assemblea speciale del 2016. È anche presidente del consiglio di amministrazione di Catholic Legal Immigration Network, Inc. (CLINIC). Inoltre è l'episcopal liaison della Catholic Health Association. Dal 2007 al 2014 ha fatto parte del consiglio di amministrazione dell'International Dominican Foundation.
Oltre all'inglese parla italiano, latino, spagnolo e vietnamita. Nella diocesi di Orange in California si trova infatti la più grande comunità vietnamita degli Stati Uniti d'America.

## Genealogia episcopale e successione apostolica
La genealogia episcopale è:
- Cardinale Scipione Rebiba
- Cardinale Giulio Antonio Santori
- Cardinale Girolamo Bernerio, O.P.
- Arcivescovo Galeazzo Sanvitale
- Cardinale Ludovico Ludovisi
- Cardinale Luigi Caetani
- Cardinale Ulderico Carpegna
- Cardinale Paluzzo Paluzzi Altieri degli Albertoni
- Papa Benedetto XIII
- Papa Benedetto XIV
- Papa Clemente XIII
- Cardinale Marcantonio Colonna
- Cardinale Giacinto Sigismondo Gerdil, B.
- Cardinale Giulio Maria della Somaglia
- Cardinale Carlo Odescalchi, S.I.
- Cardinale Costantino Patrizi Naro
- Cardinale Lucido Maria Parocchi
- Papa Pio X
- Cardinale Gaetano De Lai
- Cardinale Raffaele Carlo Rossi, O.C.D.
- Cardinale Amleto Giovanni Cicognani
- Cardinale Pio Laghi
- Arcivescovo Charles Joseph Chaput, O.F.M.Cap.
- Arcivescovo José Horacio Gómez
- Vescovo Kevin William Vann

La successione apostolica è:
- Vescovo Timothy Edward Freyer (2017)
- Vescovo Thomas Thanh Thai Nguyen (2017)